# 宝鸡河滨公园小火车
1. 重定向 宝鸡市#炎帝园